# 산대나례
산대나례(山臺儺禮)는 조선조에 이루어지던 유희의 하나다.
이는 규식지희의 성격과 광대소학지희의 성격을 동시에 지닌 것이다. 전자는 주로 가무적 측면을 가지며, 후자는 주로 연극적 측면을 가진다고 하겠다. 이 산대나례를 관장하는 관청은 나례도감(儺禮都監) 또는 산대도감(山臺都監)으로 산대나례는 중국사신 영접시 및 계동나례의시(季冬儺禮儀時) 등에 '규식지희'로 광범위하게 사용되었고 그 종류도 다채로웠다.
산대나례에서는 이상의 '규식지희' 뿐만 아니라 '광대소학지희'의 화극적(話劇的)인 전개를 볼 수 있다. '광대소학지희'에 대한 기록들은 <조선왕조실록> 및 몇몇 문집에서 산견(散見)되고 있는 바, 여기에는 잡희(雜戱), 노유희(老儒戱), 상소놀이, 좌수희(座首戱) 같은 것이 보인다. 아무튼 15∼16세기의 이 '광대소학지희'의 전개로 화극의 형태와 다수 인물에 의한 연희가 있었다고 할 수 있다.
조선조의 이러한 산대나례는 나례도감의 공의(公儀)를 끼고 내려왔지만 그것이 일반민중의 호기심의 대상이 되고 공감을 자아내어 점차 일반화하여 갔다. 그러나 조선조 후기에 이르러 산대나례는 그 내용이 유학정신에 배치될 뿐더러, 그것이 사회의 최하층에 속하는 창우배(倡優輩)에 의해서 연출된다는 점과, 이를 거행함에 소용되는 경비가 막대한 데서 나온 경제적인 이유로 개폐(改廢) 논의가 분분했다. 영·정조시대에 이르러 산대나례는 드디어 그 거행이 폐지되고 창우들은 더욱 직업화되어 산대희(山臺戱)의 지방정착으로 산대도감 계통극의 형성이 있었을 것으로 보이며, 이렇게 형성된 산대도감 계통극은 지방민들의 오락에 대한 수요와 공인(貢人)·사상(私商)·수공업자들을 중심으로 하는 서민경제의 후원으로 점점 뿌리를 박아 갔을 것으로 생각된다.

## 규식지희
척불숭유(斥佛崇儒)를 국가의 지도원리로 삼은 조선조는 고려조의 연등회·팔관회 등 의식을 원형대로 계승하지는 않았으나, 산대잡극과 나례는 계승하여 더욱 성행하였다. 특히 나례는 고려 예종 이후 점차 구역(驅疫)보다 잡희부(雜戱部)가 확대되어 나례가 나희로 인식되었는데 이러한 현상은 조선조에 와서 더욱 심해졌다. 이러한 사실을 뒷받침하는 기록들이 <조선왕조실록>에 보인다.
조선조에 와서 나례도감(儺禮都監) 또는 산대도감(山臺都監)이 관장하여 주로 중국 사신을 영접할 때 공연한 산대희(山臺戱)는 산대잡극·산대나례·나희 등의 명칭을 혼용하였으며, 사신영접 이외에도 계동나례의(季冬儺禮儀)·부묘환궁·종묘친제(宗廟親祭)·알성(謁聖) 등의 행사 때나 각종 행행(行幸)·안태(安胎)·진풍정(進豊呈)·내농작(內農作) 때나 지방장관을 환영할 때 광범위하게 쓰였고, 종류도 다채로웠다. 그러나 기본적으로는 고려의 산대잡극이나 나희 등과 다를 바가 없었다.
조선 성종 19년(1488)에 내조(來朝)했던 명의 사신 동월(董越)의 견문기에 나타난 산대잡희의 내용은, 토화(吐火)·어룡지희(魚龍之戱)·무동(舞童)·근두(筋斗：땅재주)·곰놀이·답색(踏色：줄타기)·죽광대(竹廣大)와 사상(獅象) 등 가상(假象)의 진열(陳列) 등이었으며, 성현은 그의 <관나시(觀儺詩)>에서 채붕(綵棚)과 주의화과로 난무하는 모습과 농환(弄丸)·보색(步索：줄타기)·꼭두각시놀음(人形劇)·솟대놀이(長竿戱) 등을 나례에 등장하는 잡희로 읊었다.
계동나례(季冬儺禮)는 흉년이나 그 밖의 유고시에 정파(停罷)되는 예는 있었으나 거의 매년 섣달 그믐날에 거행되었으며, 축역(逐疫) 외에 잡희(雜戱), 즉 나희가 수반되었다. 이 밖에 조정의 각종 의식과 특히 영사(迎使)행사에서 백희잡극(百戱雜劇)은 없어선 안 될 레퍼토리가 되었고 조선조 전기의 신흥의 기세와 함께 그 규모도 성대해졌다. 그러나 임진·병자 양란을 겪으면서 조선 인조 이후에는 축역행사(逐疫行事)로 그치고, 영·정조(英·正祖) 이후는 정파되고 말았다.

## 광대소학지희
조선조의 산대나례에서 주목할 만한 점은 잡희(雜戱) 또는 창우지희(倡優之戱)·배우희(俳優戱) 등으로 불린 광대소학지희(廣大笑謔之戱)의 화술적(話術的) 전개일 것이다. <조선왕조실록>에서 산견되는 짧은 기록들에 의하면, 축역우인(逐疫優人)이 자문자답으로 "관리들의 탐욕스러움과 서민생활의 곤궁상을 낱낱이 묘사했다" 하고, 또 대장장이 고용(高龍)은 원래 우인(優人)이었는데 술 취한 맹인의 형용을 잘 하였다는 것이 실록에 기록되어 있다. 이 밖의 몇몇 문집에 실린 예를 보면, 유몽인(柳夢寅)의 <어우야담(於于野談)>에서 우인귀석(貴石)이 진풍정시(進豊呈時)에 '풍시사지희(諷時事之戱)'를 놀았다는 이야기와 함께 동윤(洞允)의 '탐화봉접지희(探花蜂蝶之戱)'와 우인(優人)들의 상소(上疏)놀이가 소개되었다. 그 밖에 무세포희(巫稅布戱)·도목정사(都目政事)놀이와 선비들의 행동을 풍자한 유희(遊戱), 성균관 유생들이 연례적으로 설행(說行)하는 궐희(闕戱)와 속리산 법주사의 좌수희(座首戱) 등이 있었다.